# Bilovodsk
Bilovodsk (ukrainien : Біловодськ, russe : Беловодск) est une commune urbaine de l'oblast de Louhansk, en Ukraine. Elle compte 7 771 habitants en 2021.

## Géographie
La commune se situe sur les bords de la rivière Derkoul, un affluent de rive gauche du Donets, appartenant au bassin hydrographique du fleuve Don.

## Histoire
La ville est prise par les forces armées russes lors de l'invasion de l'Ukraine par la Russie en 2022.